# Zou Bisou Bisou
Zou Bisou Bisou (інша назва Zoo Be Zoo Be Zoo) — пісня, написана Білом Шепардом та Аланом Т'ю, а також Мішелем Рівгош. Вийшла у період популярності поп-стилю Yé-yé, її зміст трактують як декларацію любові та радості до поцілунків.
Пісня вийшла влітку 1960 року і стала першим синглом виконавиці Джиліан Гіллз. Версію англійською «Zoo Be Zoo Be Zoo», що з'явилась майже одночасно виконувала Софі Лорен.
Нова хвиля популярності пісні пов'язана з її виконанням Джесікою Паре в ролі Меган Дрейпер у першій серії п'ятого сезону серіалу Mad Men, що вийшла 26 березня 2012 року. Наступного для після ефіру на каналі AMC, пісня стала доступна для завантаження та була випущена на вінілі.
Перекласти з французької назву можна як «О, цілуй, цілуй!» або «О, ти цілуєш мене!». Версія у виконанні Гіллз описується як композиція «…типова для стилю міжнародного руху Йе-Йе», яка близька до жанру go-go і стала популярною переважно у Франції, Іспанії та Квебеку — батьківщині героїні Паре .